# Alain Juppé
Alain Marie Juppé (Mont-de-Marsan, 15 agosto 1945) è un politico francese, fondatore e presidente dell'UMP e dal 27 febbraio 2011 al 15 maggio 2012 è stato ministro degli affari esteri ed europei del III Governo Fillon, oltreché primo ministro della Francia dal 18 maggio 1995 al 3 giugno 1997. È stato anche sindaco di Bordeaux dal 19 giugno 1995 al 13 dicembre 2004, e dall'8 ottobre 2006 al 7 marzo 2019.

## Biografia
È il figlio dell'agricoltore Robert Juppé (1915-1998), ex combattente della resistenza gollista, proveniente da una famiglia di ferrovieri del Béarn, e di Marie Darroze (1910-2004), figlia di un proprietario terriero e guardaboschi, divenuta magistrato.

## Studi e prime esperienze in politica
Dopo studi superiori brillanti nella sua città natale - arriva a conquistare il primo premio di latino e di greco al concorso generale fra tutti i liceali di Francia - frequenta le classi preparatorie letterarie a Parigi. Studia all'École normale supérieure e ottiene l'abilitazione all'insegnamento negli istituti secondari. Quindi, frequenta l'Institut d'études politiques e poi l'École nationale d'administration. Dal 1977 è braccio destro del sindaco Jacques Chirac al comune di Parigi (del quale dal 1983 al 1995 è assessore, occupandosi soprattutto delle finanze).

## Carriera politica

### Mandati parlamentari, locali e incarichi ministeriali
Nel 1984 è eletto deputato al Parlamento europeo. Rieletto nel 1989, opta per il mandato nazionale. Nel 1986 è eletto deputato all'Assemblée Nationale (rieletto nel 1988, 1993, 1997 e 2002).
È ministro delegato al Bilancio nel secondo governo Chirac (1986-1988). Nel governo di Édouard Balladur (1993-1995) è ministro degli Esteri. Alle elezioni amministrative del giugno 1995 è eletto sindaco di Bordeaux, succedendo a Jacques Chaban-Delmas che aveva retto ininterrottamente il capoluogo girondino per 48 anni. Sempre succedendo a Chaban-Delmas, è eletto anche presidente della Comunità Urbana Bordolese (CUB), l'autorità sovracomunale che amministra l'area metropolitana.

### Primo ministro
Il suo governo risente di un duplice ordine di problemi. Da una parte, le casse dello Stato risultano a corto di liquidità, a causa della linea del precedente governo guidato da Édouard Balladur che per non alienarsi i consensi non ha attuato una politica di rigore. Juppé, quindi, è costretto a inasprire la pressione fiscale. Dall'altra, le lacerazioni provocate dalla scelta di Édouard Balladur di candidarsi alle elezioni presidenziali entrando in competizione con Chirac. Gran parte degli esponenti di spicco del RPR che si erano schierati dalla parte del precedente Primo ministro, infatti, vengono esclusi dal nuovo governo, formato per lo più da personalità secondarie.

#### L'"autunno caldo" dei trasporti
Il 7 novembre 1995 forma un secondo governo, più snello del precedente, giacché escono di scena otto delle dodici donne che - soprattutto allo scopo di ottenere un riscontro mediatico - sei mesi prima erano state nominate ministro o segretario di Stato. Il 15 novembre il nuovo governo Juppé decide di attuare la linea dura nei confronti dei sindacati, promuovendo una riforma non concertata dei regimi pensionistici speciali che scatena la reazione delle organizzazioni dei trasporti pubblici, ferroviari e urbani. Queste proclamano uno sciopero a oltranza che dal 25 novembre si trascina per tre settimane, fino al 10 dicembre 1995 quando il Primo ministro è costretto a fare marcia indietro. Nello stesso periodo, è fatto oggetto di un'indagine giudiziaria a proposito di un appartamento di proprietà del Comune di Parigi da lui occupato a canone di favore. Per ottenere l'archiviazione dell'inchiesta, Juppé è costretto a traslocare in fretta. Il tasso di impopolarità continua a salire, e nella primavera del 1997 Chirac decide di sciogliere l'Assemblée Nationale con un anno di anticipo. Juppé resta a capo del governo fino al 4 giugno 1997, quando la vittoria della coalizione progressista alle elezioni legislative anticipate costringe Chirac a nominare Primo ministro il segretario del Parti Socialiste Lionel Jospin. Si dimette anche dalla presidenza del RPR, per essere sostituito da Philippe Séguin.

### Fondatore dell'UMP
Dopo cinque anni di eclisse, torna in pista nel maggio 2002, quando contribuisce alla rielezione di Jacques Chirac alla presidenza della Repubblica e fonda l'Unione per un Movimento Popolare (UMP), nato dalla fusione del RPR con una parte considerevole dell'Unione per la Democrazia Francese (UDF), diventandone presidente. Nel gennaio 2004 è condannato dal tribunale di Nanterre a quattordici mesi con la condizionale e a dieci anni d'ineleggibilità per distrazione di fondi pubblici e abuso d'ufficio. Nel dicembre 2004, la corte d'appello di Versailles riduce la pena a quattordici mesi con la condizionale e un anno di ineleggibilità. In conseguenza, deve dimettersi dai vertici dell'UMP (dove sarà sostituito dal suo antagonista storico Nicolas Sarkozy) e da tutti i mandati nazionali e locali. Nell'ottobre 2006 è eletto sindaco di Bordeaux, e ottiene la prima vicepresidenza della CUB.

### L'appoggio a Sarkozy
Nel periodo d'inattività politica si dedica esclusivamente all'insegnamento universitario in Canada. Il 9 gennaio 2007 annuncia nel suo blog  il sostegno a Nicolas Sarkozy per l'investitura a candidato unico dell'UMP alle elezioni presidenziali.
Il 6 maggio 2007 Sarkozy è eletto presidente della Repubblica, e il 18 maggio Juppé è nominato ministro dell'ecologia, dello sviluppo e della programmazione durevole (con competenze estese alle politiche dell'energia e dei trasporti) nel governo di François Fillon. È anche ministro di Stato, ossia numero due del governo. Alle elezioni legislative è candidato al seggio di deputato di Bordeaux. Ma il 17 giugno, al secondo turno, ha il 49,07% dei voti ed è quindi battuto dalla candidata socialista Michèle Delaunay (50,93 %). Decide quindi di lasciare il governo, in ottemperanza dell'ordine di scuderia impartito da Fillon che prima delle elezioni aveva chiesto a tutti i ministri candidati di lasciare l'incarico in caso di insuccesso elettorale. In compenso, alle elezioni amministrative del 9 marzo 2008 è rieletto sindaco di Bordeaux con il 56,62% dei voti, battendo al primo turno un candidato socialista "forte" (il presidente della Regione Aquitania Alain Rousset).
Nel giugno 2009 rifiuta di tornare al governo con l'incarico di ministro dell'educazione nazionale. Il 26 agosto 2009 è nominato da Nicolas Sarkozy co-presidente della commissione incaricata di avanzare delle ipotesi sull'utilizzo dei mezzi finanziari che saranno raccolti con il prestito nazionale annunciato per il 2010 dal presidente della Repubblica. L'altro co-presidente è Michel Rocard. Nel gennaio 2010, declina la nomina a primo presidente della Corte dei conti, carica rimasta vacante dopo il decesso di Philippe Séguin, anche per non dover rinunciare al mandato di sindaco di Bordeaux. Il 14 novembre 2010 è nominato ministro di Stato, ministro della difesa nel III governo Fillon. Il 27 febbraio 2011, passa alla guida del ministero degli affari esteri ed europei, sempre con la dignità di ministro di Stato. Dopo il Primo ministro, è al secondo posto nell'ordine protocollare. Lascia l'incarico il 16 maggio 2012 a seguito delle dimissioni del governo dopo l'elezione del presidente della Repubblica François Hollande.
Dal 15 giugno 2014, insieme a François Fillon e Jean-Pierre Raffarin è membro di un triumvirato che reggerà l'UMP fino al congresso straordinario previsto in ottobre.
Il 20 agosto 2014 annuncia sul suo blog  l'intenzione di presentarsi alle primarie del suo partito, per ottenere l'investitura dell'UMP per le presidenziali del 2017.

### Sindaco di Bordeaux
Da sindaco Alain Juppé attuò la pedonalizzazione del centro storico e il ripristino, a partire dal 2003, delle linee tranviarie utilizzando una tecnologia che permette alle vetture di fare a meno dell'alimentazione elettrica tramite linee aeree. Nell'ottobre 2009 ha lanciato la manifestazione artistica biennale Evento, con mostre, esposizioni di sculture, proiezioni di video, spettacoli per la città, affidandone la responsabilità a Michelangelo Pistoletto. Tra l'altro, Juppé ha promosso la realizzazione di un Auditorium da 1300 posti in cours Clemenceau, inaugurato nel 2013.

#### Rieletto sindaco di Bordeaux
Il 23 marzo 2014 è rieletto sindaco di Bordeaux con il 60,97% dei voti al primo turno, e il 2 aprile è eletto alla presidenza della Communauté urbaine de Bordeaux (CUB).

## Consigliere costituzionale
Il 13 febbraio 2019, il presidente dell'Assemblea nazionale Richard Ferrand lo nomina membro del Consiglio costituzionale in sostituzione di Lionel Jospin. Il giorno successivo presenta le dimissioni da sindaco di Bordeaux.

## Rapporto con l'Italia
È autore di biografie e saggi politici e non, fra cui La tentation de Venise (1993).

## Il primo governo Juppé
Il primo governo Juppé è rimasto in carica dal 18 maggio al 7 novembre 1995.
Principali ministri:
- Alain Juppé - Primo Ministro
- Hervé de Charette - Ministro degli Esteri
- Charles Millon - Ministro della Difesa
- Jean-Louis Debré - Ministro dell'Interno
- Alain Madelin - Ministro dell'Economia e delle Finanze
- Jacques Toubon - Ministro della Giustizia
- Yves Galland - Ministro dell'Industria
- François Bayrou - Ministro dell'Educazione nazionale, dell'università, della ricerca e della formazione professionale
- Jacquet Barrot - Ministro del Lavoro, delle partecipazioni statali e del dialogo sociale
- Pierre Pasquini - Ministro dei veterani e delle pensioni di guerra
- Philippe Douste-Blazy - Ministro della cultura
- Philippe Vasseur - Ministro dell'Agricoltura, della pesca e dell'alimentazione
- Corinne Lepage - Ministro dell'Ambiente
- Jean-Jacques de Peretti - Ministro dei territori oltreoceano
- Bernard Pons - Ministro dei Trasporti, degli affari regionali e delle infrastrutture
- Roger Romani - Ministro dei Rapporti con il Parlamento
- Elisabeth Hubert - Ministro della Salute
- Pierre-André Périssol - Ministro dell'urbanistica
- Françoise de Panafieu - Ministro del Turismo
- François Fillon - Ministro delle comunicazioni, della tecnologia e delle poste
- Jean Puech - Ministro del Servizio civile
- Jean-Pierre Raffarin - Ministro delle piccole e medie imprese, del commercio e dell'artigianato
- Claude Goasguen - Ministro delle riforme costituzionali, del decentramento e della cittadinanza
- Colette Codaccioni - Ministro della solidarietà tra le generazioni
- Eric Raoult - Ministro dell'integrazione
- Jean Arthuis - Ministro del programma di governo

### Cambiamenti
- 25 agosto 1995: Jean Arthuis, già ministro del programma di governo, prendeva il posto di Madelin al dicastero dell'economia e delle finanze

## Il secondo governo Juppé
Il secondo governo Juppé è rimasto in carica dal 7 novembre 1995 al 4 giugno 1997.
- Alain Juppé - Primo Ministro
- Hervé de Charette - Ministro degli Esteri
- Charles Millon - Ministro della Difesa
- Jean-Louis Debré - Ministro dell'Interno
- Jean Arthuis - Ministro dell'Economia e delle Finanze
- Jacques Toubon - Ministro della Giustizia
- Franck Borotra - Ministro dell'Industria, delle Poste e delle Comunicazione
- François Bayrou - Ministro dell'Educazione nazionale, dell'università e della ricerca
- Jacques Barrot - Ministro del Lavoro e degli affari sociali
- Philippe Douste-Blazy - Ministro della Cultura
- Philippe Vasseur - Ministro dell'Agricoltura, della pesca e dell'Alimentazione
- Guy Drut - Ministro dello Sport e delle politiche giovanili
- Corinne Lepage - Ministro dell'Ambiente
- Bernard Pons - Ministro dei Trasporti, degli affari regionali e delle infrastrutture
- Roger Romani - Ministro dei Rapporti con il Parlamento
- Dominique Perben - Ministro del Servizio civile, del decentramento e della cittadinanza
- Jean-Claude Gaudin - Ministro delle autonomie locali e delle città metropolitane
- Jean-Pierre Raffarin - Ministro delle piccole e medie imprese, del commercio e dell'artigianato